# Guido Mazzoni

Ubaldo Magnavacca, Guido Mazzoni che modella uno dei suoi capolavori, olio su tela, 1908

Guido Mazzoni, detto il Paganino o il Modanino (Modena, 2 marzo 1450 – Modena, 1º febbraio 1518), è stato uno scultore italiano che eccelse nell'arte sacra con la esecuzione di gruppi di figure in terracotta.

## La vita

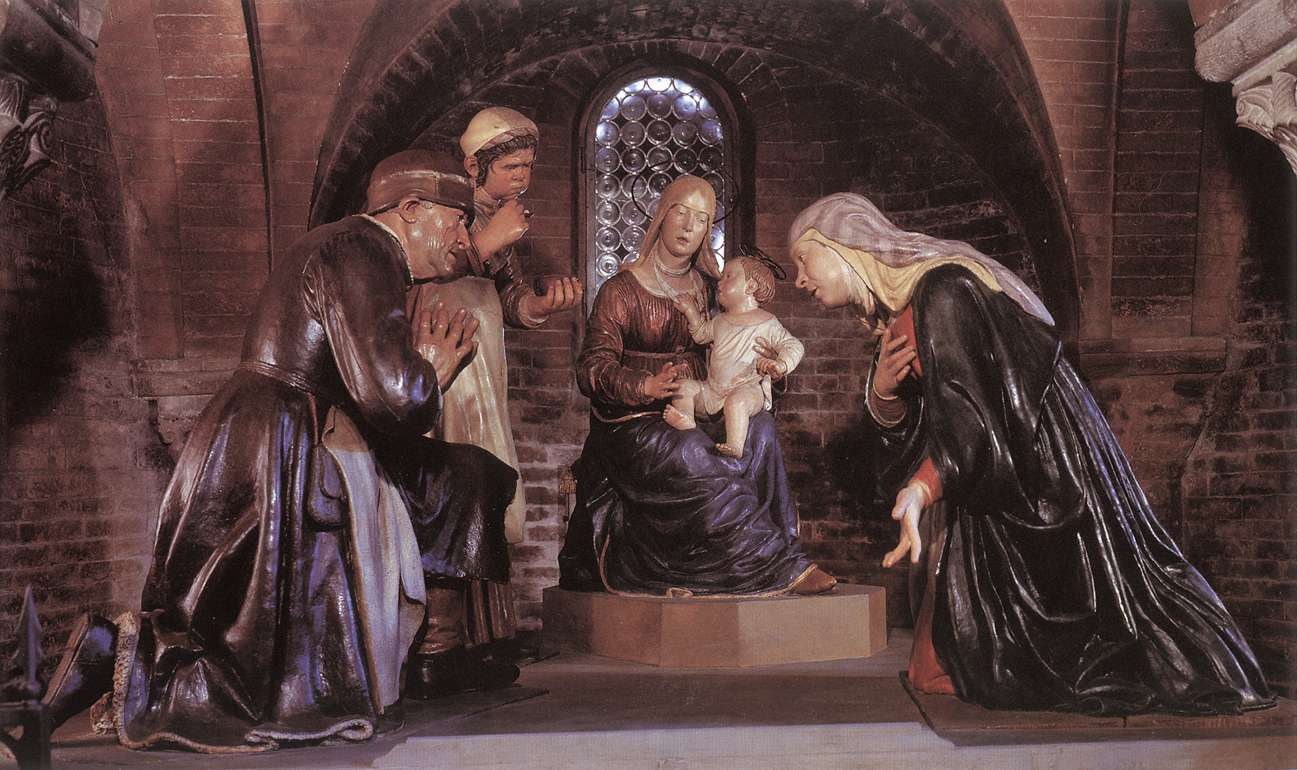
Presepe (opera detta anche Madonna della pappa), terracotta, Modena, Duomo

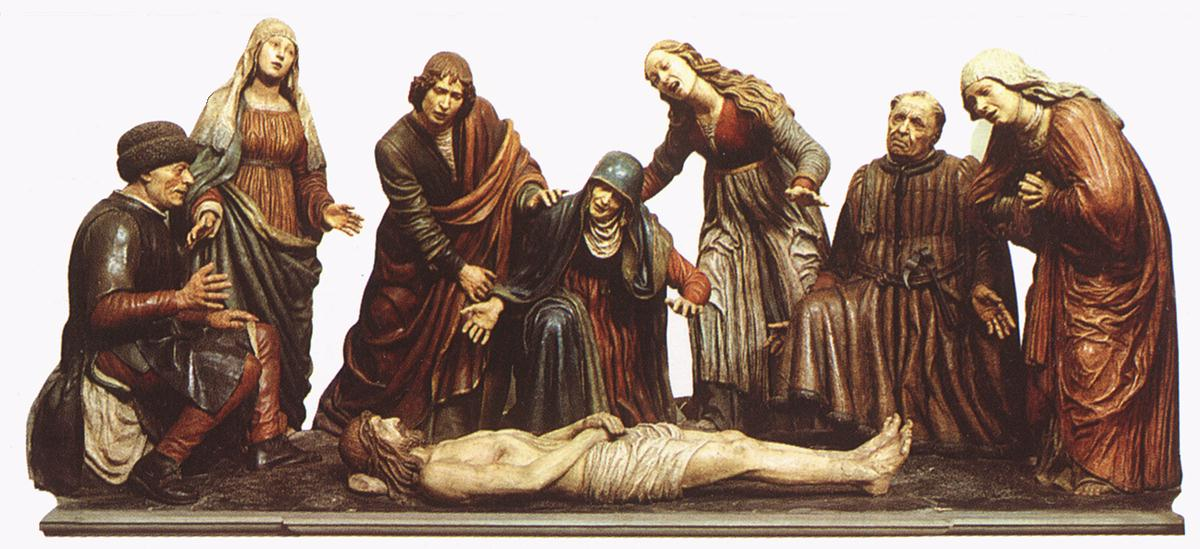
Compianto, terracotta, ca. 1477-79, Modena, chiesa di San Giovanni Battista

Ben poco si conosce sull'apprendistato artistico del Mazzoni; fonti documentarie posteriori al 1470 testimoniano di una sua attività nel campo della produzione di maschere teatrali in cartapesta e di apparati decorativi per le feste pubbliche (tra di esse, quella svoltasi a Modena in onore di Eleonora d'Aragona, moglie di Ercole I d'Este).

Si può congetturare come, da quella data, il suo straordinario talento artigianale lo abbia portato a crescenti apprezzamenti anche come plasticatore in grado di lavorare magistralmente la terracotta, materiale che consente una grande precisione nella esecuzione dei tratti anatomici dei personaggi e - grazie anche alla policromia dei rivestimenti pittorici- una forte resa naturalistica degli abbigliamenti.

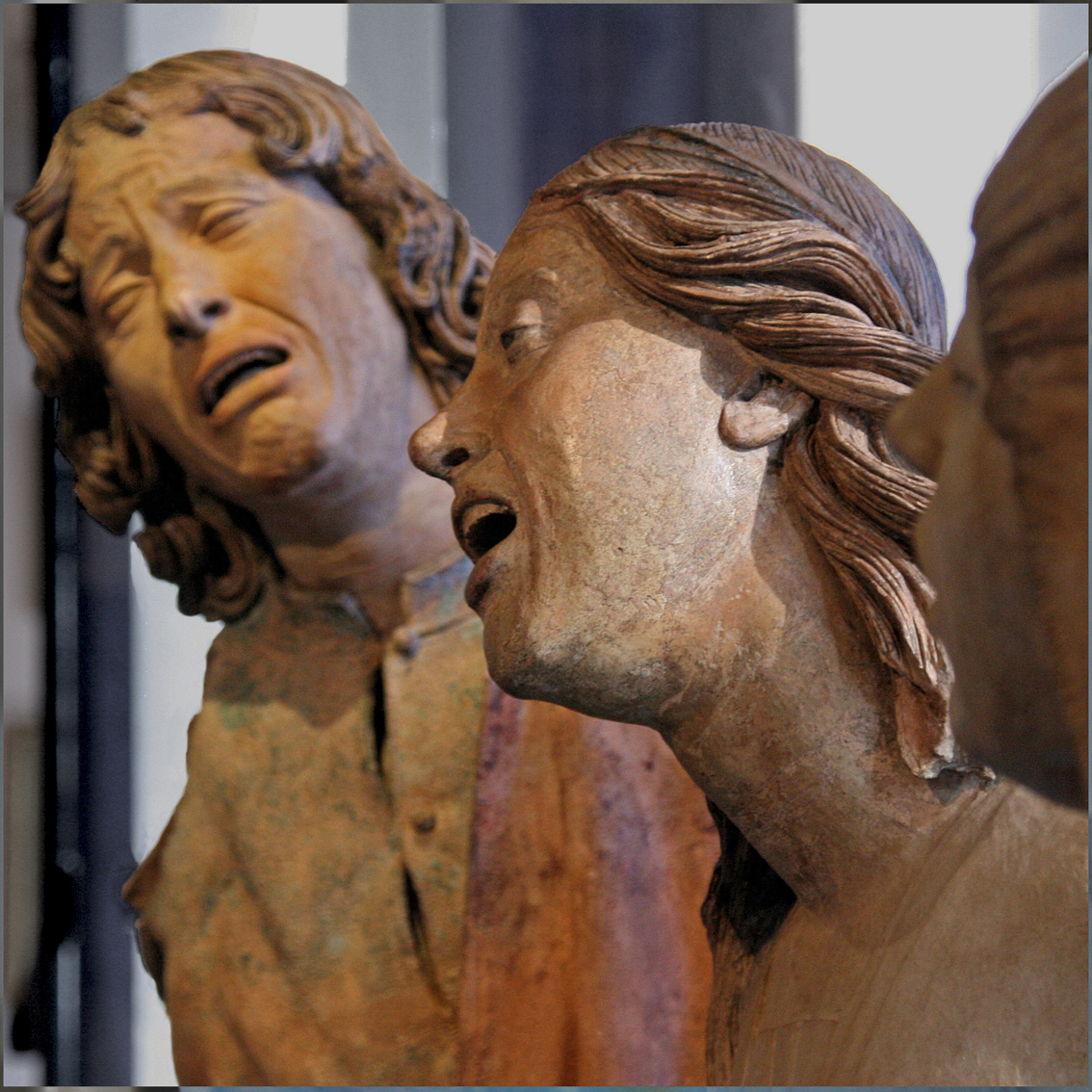
Frammenti del Compianto su Cristo morto, ca. 1485-89, terracotta, già Chiesa Sant'Antonio di Castello, Venezia, Musei Civici di Padova

Il successo che Mazzoni seppe conquistare è specialmente legato ad un preciso genere artistico che, nel XV secolo, conobbe una grande popolarità nell'Italia del Nord: i gruppi di statue policrome a grandezza naturale raffiguranti il Compianto sul Cristo morto. Attraverso forme stilistiche marcatamente popolari, di grande pathos e immediatezza espressiva, egli realizzò, negli anni tra il 1475 e il 1490 un notevole numero di tali gruppi scultorei: il Compianto di Busseto, nella chiesa di Santa Maria degli Angeli (a quel tempo affidata ai Minori Osservanti), quello di Modena nella chiesa di San Giovanni Battista, di Ferrara presso Santa Maria della Rosa (ora nella Chiesa di San Michele del Gesù); poi ancora un Compianto a Cremona (andato disperso) e uno a Venezia (del quale si conservano notevoli frammenti presso i Musei Civici di Padova).
Altre opere notevoli eseguite prima del 1491 sono la Madonna col Bambino di Guastalla e il celebre Presepio oggi posto nella cripta del Duomo di Modena (detto anche Madonna della Pappa per il gesto familiare della goffa fantesca che soffia su una ciotola per rendere la temperatura della pappa al giusto valore prima di darla al bambino).
Il linguaggio popolare e di forte tensione spirituale adottato da Guido - linguaggio non immemore della contemporanea pittura ferrarese – non gli impedì di ricevere importanti riconoscimenti dall'alta nobiltà. Nel 1491 fu chiamato a Napoli presso la corte aragonese di Ferdinando I, per il quale realizzò un busto di bronzo (oggi conservato presso il Museo di Capodimonte).

Anche a Napoli egli trovò approvazioni per la realizzazione di un altro bellissimo Compianto che ammiriamo oggi presso la chiesa di Sant'Anna dei Lombardi (detta anche di Monteoliveto). Ancora una volta, in quest'opera, Guido dette prova di saper cogliere nelle figure del lamento funebre i diversi moti dell'animo, e di saper far valere le sue doti di fine ritrattista: nelle vesti di Giuseppe d'Arimatea e di Nicodemo, si celano verosimilmente i ritratti di Ferdinando I e di suo figlio Alfonso d'Aragona).

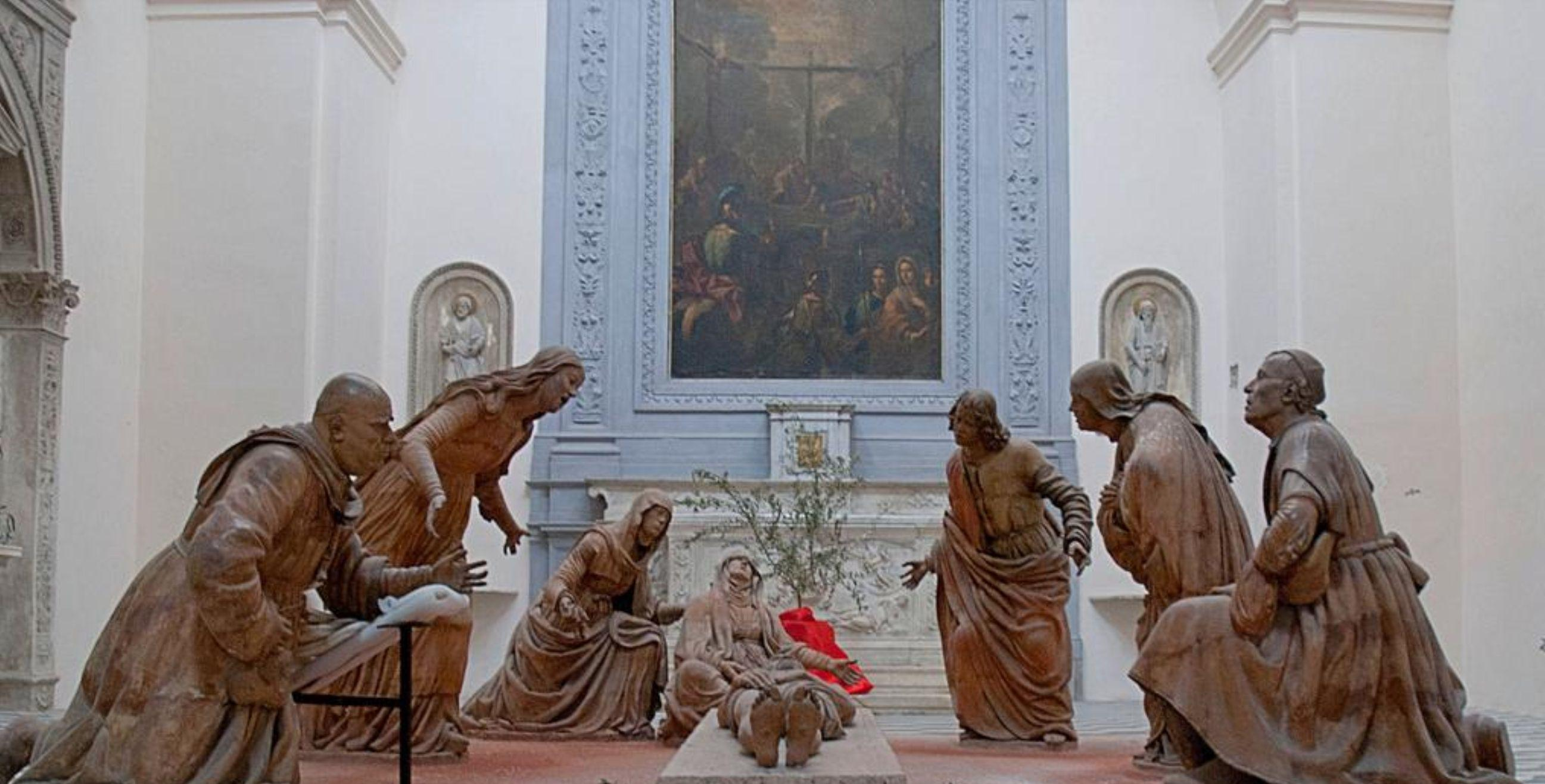
Compianto sul Cristo morto, presso la Chiesa di Sant'Anna dei Lombardi (Napoli)

La realizzazione del Compianto di Napoli è ricordata anche da Vasari:
In effetti, oltre che per le opere plastiche di arte sacra, l'artista modenese si fece sempre più apprezzare presso i committenti di maggior rango per le sue doti di attento realismo nella produzione ritrattististica: un esempio per tutti è il celebre busto del Bambino che ride (da identificarsi forse con Enrico VIII) alla Royal Collection.
Carlo VIII, re di Francia, di passaggio da Napoli, conobbe Mazzoni e lo volle con sé a Parigi (nell'ambito di un programma volto ad accaparrarsi i migliori artigiani de toutes chose du monde). I documenti dell'epoca (1498) lo menzionano come paintre et enlumineur.

Lavorò con Fra Giocondo di Verona nel castello di Amboise guadagnando stima e ammirazione. Alla morte del Carlo VIII fu incaricato di eseguire, destinato alla basilica di Saint Denis, il suo sepolcro regale (opera in bronzo smaltato e circondato, nella nicchia destinata ad accoglierlo, da statue di angeli e di virtù piangenti), sepolcro andato poi distrutto a seguito della profanazione delle tombe reali che ebbe luogo nel corso della Rivoluzione francese.
Dopo un breve ritorno in Italia, nel 1507 fu nuovamente in Francia al servizio di Luigi XII; lavorò al Castello di Blois realizzando due statue della figura regale: un'in costume di caccia e una seconda, in pietra, come monumento equestre da porre all'entrata del castello. Tornò nuovamente a Modena nel 1516 e, nella sua città natale, si spense il 13 settembre 1518.

## Il profilo artistico

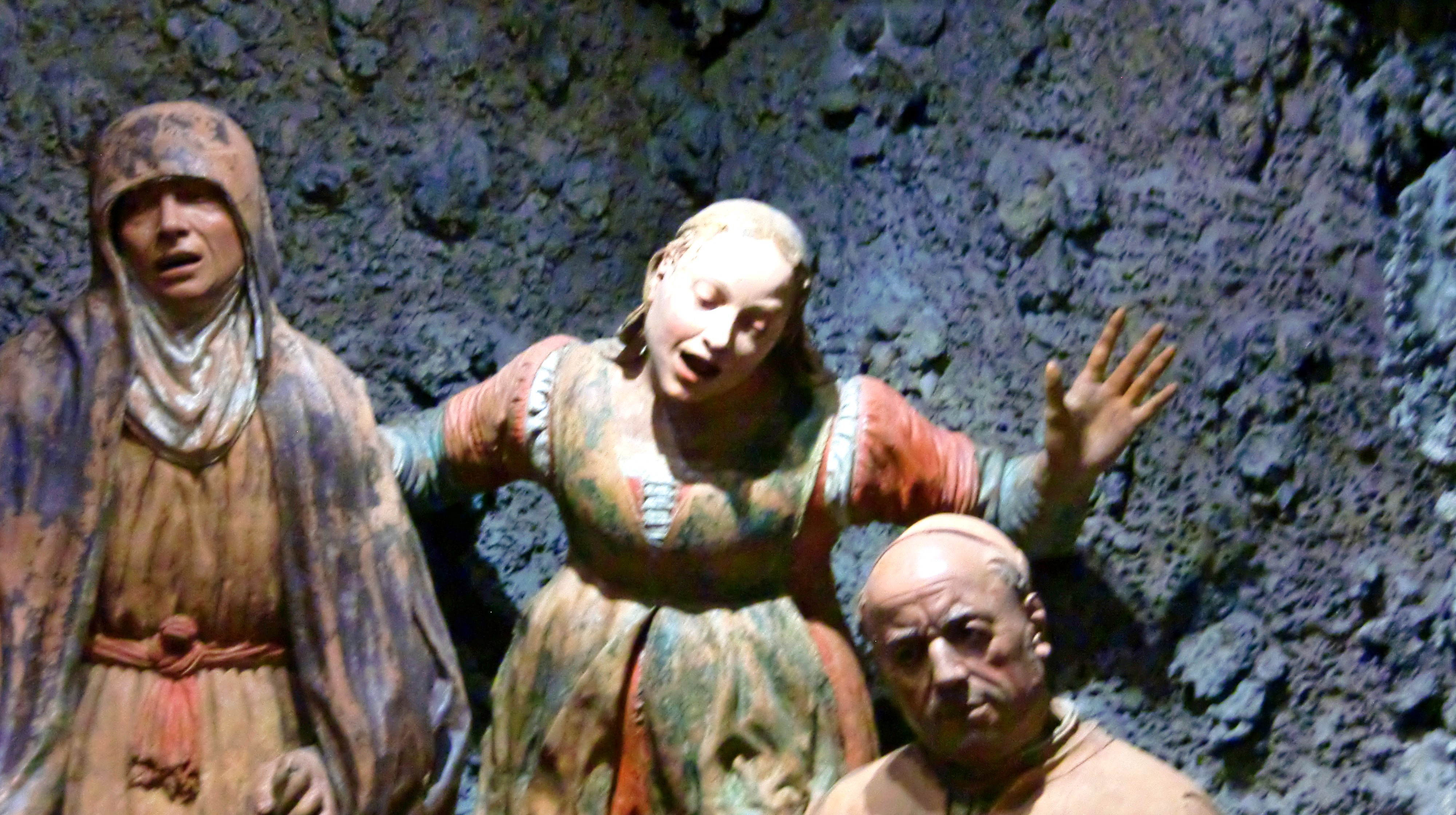
Particolare del Compianto di Busseto, 1476-77 ca.

Se in campo artistico hanno senso la contrapposizione centro e periferia e quella parallela tra lingua colta e dialetto, non v'è dubbio che Guido Mazzoni stia decisamente dalla parte della periferia e del dialetto. Come già osservava Adolfo Venturi:
"Mazzoni parla il dialetto emiliano. [...] rimane fedele ai caratteri della sua terra e trova la sua espressione più spontanea nella Madonna di Guastalla col robusto bambino figlio dei campi, e nel Presepe del duomo modenese, trasformato in episodio di vita quotidiana dalla servetta montanara che porta al piccolo Gesù pentolino e cucchiaio e che l'umorismo popolano ha battezzato col titolo di "Suor Pappina".
Mazzoni è dunque un esponente del "Rinascimento realistico", capace di cogliere meticolosamente i dettagli delle figure che mette in scena, ma anche di dar forma ai moti dell'animo secondo una grammatica attinta dalla osservazione della vita quotidiana.

La Testa di vecchio della Galleria Estense (si è ipotizzato possa trattarsi di un frammento superstite della figura di Nicodemo, proveniente dallo scomparso Compianto di Cremona) rende, nella rete di profonde rughe che ne segnano la pelle rinsecchita, la fisionomia di un anziano contadino che si è consumato nel lavoro e che pensa alla sua vita con marcata sofferenza. Un così meticoloso realismo ha portato a ritenere che Guido si avvalesse talvolta della tecnica del calco dal vero.
Proponendosi di favorire l'immedesimazione dei fedeli nei personaggi del racconto evangelico, raffigurati con un pathos marcatamente popolano, il tema del Compianto gli è particolarmente congeniale.

"Molto varia – osserva Adalgisa Lugli – è la gamma degli atteggiamenti, dal contrasto della vitalità degli astanti e il corpo immobile di Cristo, agli aspetti descrittivi del costume, all'intensa e variegata gamma espressiva dei volti".
Guido Mazzoni ebbe modo di trasferirsi alla corte del re di Francia, dalla provincia emiliana al centro di un regno prestigioso. È un vero peccato che le scarse testimonianze che ci restano sulla produzione del Mazzoni in Francia non consentano un apprezzamento della evoluzione del suo stile negli anni della sua maturità artistica e della sua ormai raggiunta celebrità.

## Opere

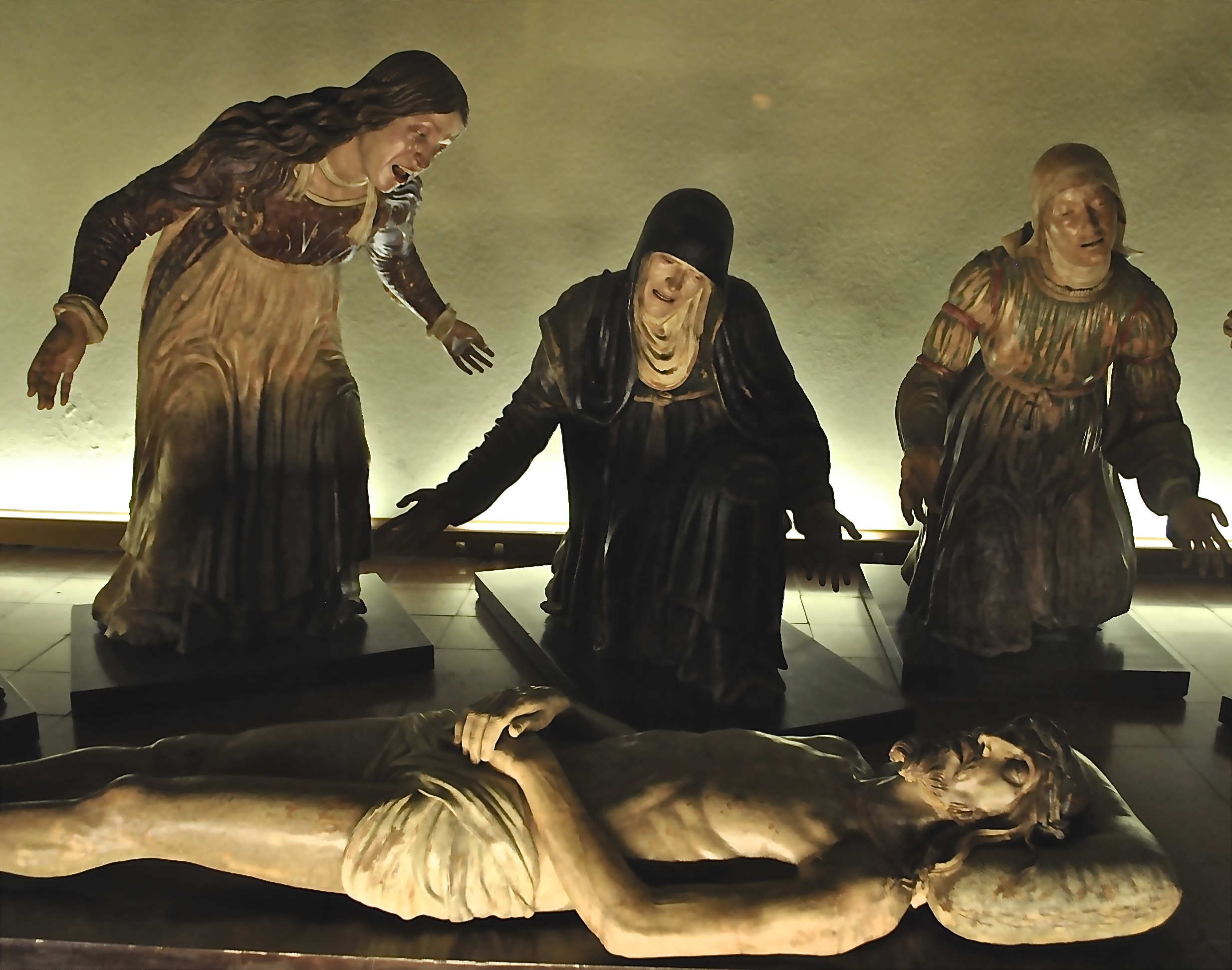
Compianto sul Cristo morto, particolare, Ferrara, Chiesa di San Michele del Gesù

- Compianto sul Cristo morto, 1476-1477, Busseto (PR), Chiesa di Santa Maria degli Angeli
- Testa di frate Francescano, Covignano (RN), Museo Francescano delle Grazie
- Compianto sul Cristo morto, 1477-1479 ca., Modena, chiesa di San Giovanni Battista
- Testa di vecchio, Modena, Galleria Estense
- Madonna con Bambino, Guastalla (RE), Basilica della Pieve
- Presepe (Madonna della Pappa), Modena, Duomo
- Dolente, 1480-85 ca., Ferrara, Museo Palazzo Schifanoia
- Compianto su Cristo morto, 1483-1485 ca., Ferrara, Chiesa di San Michele del Gesù
- Busto di Vergine addolorata, Ferrara, Musei Civici di Arte Antica
- Frammenti di un Compianto, 1489, Padova, Musei civici di Padova (unici superstiti del gruppo nella demolita Chiesa di Sant'Antonio di Castello a Venezia)
- Bambino che ride (Enrico VIII?), ca. 1498, Londra, The Royal Collection
- Busto di Ferdinando I (?), 1491, Napoli, Museo nazionale di Capodimonte Archiviato il 30 settembre 2007 in Internet Archive.
- Compianto sul Cristo morto, 1492-94, Napoli, chiesa di Sant'Anna dei Lombardi (o di Monteoliveto)

### Attribuzioni
- Compianto sul Cristo morto, 1480-1490, Medole, Chiesa dell'Assunzione della Vergine.[3]